# Ruchbah
Ruchbah (δ Cassiopeiae, δ Cas, Delta Cas) je dvojhvězda v souhvězdí Kasiopeji. Patří mezi proměnné hvězdy typu Algol s periodou oběhu 759 dní. Její jasnost se mění mezi 2,68 mag a 2,74 mag. Ruchbah se nachází přibližně 99 světelných let (30,5 parseků) od Země.

## Charakteristika systému
δ Cas je vícenásobný hvězdný systém, jehož složky jsou:

### Primární složka δ Cas A:
- Spektrální typ: A5 III-IV (bíložlutý obr/podobr).
- Teplota: 8 400 K.
- Poloměr: 3,9násobek poloměru Slunce.
- Svítivost: 63násobek svítivosti Slunce.
- Hmotnost: 2,5násobek hmotnosti Slunce.
- Rychlost rotace: 123 km/s.
- Stáří hvězdy se odhaduje na 600 milionů let.

### Sekundární složka δ Cas B:
- Slabší složka s hvězdnou velikostí 11,5 mag.
- Spektrum není přesně určeno.

## Proměnnost hvězdy
δ Cas patří mezi zákrytové proměnné hvězdy typu Algol. Ke změnám jasnosti dochází pravidelně v důsledku oběhu sekundární složky před primární složkou. Perioda oběhu činí 759 dní.

## Poloha a viditelnost
δ Cas se nachází v souhvězdí Kasiopeji a je součástí ikonického tvaru „W“, který tvoří hlavní hvězdy souhvězdí. Je snadno viditelná pouhým okem na severní obloze, a to během většiny roku.

## Etymologie
δ Cas měla tradiční názvy Ruchbah a Ksora; první název pochází z arabského slova ركبة rukbah, což znamená „koleno“, odkazující na tradiční představu hvězdy jako „kolena“ královny Kasiopeji. Druhý název se objevil v publikaci 
Antonína Bečváře Atlas Coeli z roku 1951. Profesoru Paulu Kunitzchovi se nepodařilo najít žádné indicie o původu názvu. V roce 2016 Mezinárodní astronomická unie (IAU) a její pracovní skupina WGSN schválila pro WDS J01258+6014 Aa jméno Ruchbah.